# Marketing social
Marketing social é a modalidade de ação mercadológica institucional que tem como objetivo principal atenuar ou eliminar os problemas sociais, as carências da sociedade relacionadas principalmente às questões de higiene e saúde pública, de trabalho, educação, habitação, transportes e nutrição na sociedade.
Marketing social pode ser definido como a gestão do processo de inovações de cunho social a partir da adoção de atitudes,comportamentos e práticas individuais e coletivas, orientadas de acordo com preceitos éticos, sendo estes fundamentados com base nos direitos humanos.
O Marketing social é o novo paradigma da gestão estratégica que visa a promoção de uma causa ou ideia alicerçada numa questão social.
O marketing social utiliza técnicas mercadológicas e de conhecimentos, para adaptar-se a condição de que pode promover o bem estar social.  Trabalha-se com metas claramente definidas, objetivos, metas mensuráveis, avaliações quantitativas e qualitativas, além de desenvolvimento de tecnologias sociais para segmentos específicos. Desta maneira o Marketing Social busca criar um conceito das inovações sociais que pretende introduzir, implementando estratégias, criando e planejando, além de executar as campanhas de comunicação para satisfazer necessidades que não estão sendo atendidas, estabelecendo novos paradigmas sociais.
A definição de marketing social é tão extensiva como o de “economia social” que, como é conhecido, abarca instituições muito diversas. Efectivamente, a actividade de instituições tão distintas como as organizações de utilidade pública, ONG, fundações, IPSSs, empresas comerciais com uma política de responsabilidade social e organizações sem fins lucrativos, direccionadas para a economia social.
O marketing social consiste no uso de princípios e técnicas de marketing para persuadir determinados públicos-alvo, para que deliberadamente aceitem, rejeitem, alterem ou abandonem um comportamento para proveito de indivíduos, grupos ou da sociedade em geral.

## O que distingue marketing social do comercial
Enquanto o marketing comercial procura transmitir vantagem de um determinado produto/serviço ou marca, o marketing social procura transmitir a importância de determinadas ações. A especificação do marketing social ocorre principalmente ao nível do seu objecto (consciência social) e nos objectivos a que se propõe (despertar consciências, modificar atitudes e alterar comportamentos).
Araújo (1997, p.9) estabelece as seguintes diferenças entre o marketing social e o marketing comercial:
O Marketing social opera num ambiente bem mais complexo que o do Marketing comercial, e seus objectivos são infinitamente mais ambiciosos. Eis algumas diferenças: os produtos sociais são mais complexos que os comerciais; os produtos sociais frequentemente são mais controversos que os comerciais; trazem menos satisfação imediata dos consumidores; normalmente, o público do Marketing social tem menos recursos que a média da população; e os programas sociais requerem resultados espectaculares.
Brenkert (apud ANDREASEN, 2002, p. 59-61) compartilha dessa corrente definindo o marketing social e o diferenciando do marketing comercial da seguinte maneira:
O marketing social difere do marketing comercial em pelo menos dois aspectos importantes: primeiro, a meta do marketing social é o bem (bem estar) individual ou social, não simplesmente a satisfação individual; segundo, a finalidade a ser alcançada pelo marketing social é algo que aqueles que vivenciam o problema social não precisam eles mesmos identificar como um problema social. [“...] Metodologicamente, é importante enfatizar que o marketing social não é a mesma coisa que a educação, que os anúncios ou que a propaganda, apesar de ele poder incluir alguns ou todos esses temas.” [...] O marketing social é um processo complexo que envolve entrevistar o público-alvo e convencê-lo a se envolver nas trocas que os profissionais de marketing social (e outros) procuram promover, estabelecendo, a partir daí, redes de distribuição etc.

### O seu objectivo vai além do individual
No nível micro (individual) procura estimular a consciência social em cada individuo e obriga (mesmo quando conscientemente aceite)a novos hábitos que vão contra a comodidade individual.
No nível de grupo (as organizações) buscam promover ações em conjunto para atingir um grupo especifico de pessoas.
No nível macro (sociedade) geram ações que tentam resolver de forma a erradicar o problema.
A evolução do conceito e objetivos das ferramentas do Marketing Social pode ser resumida em três gerações:
Richard Manoff (anos 60): Cerne na promoção para o comportamento das demandas sociais na área de saúde pública.
Philip Kotler (anos 80): O objectivo é a adopção de comportamentos, atitudes, valores e ideias sociais. A causa é social, mas os mecanismos do Marketing Social ainda são adaptados do contexto comercial.
Glenn Wasek, Miguel Fontes (anos 90): Marketing Social como modelo de gestão que objectiva o bem-estar social e a vinculação de intervenções sociais com avaliação de impacto e políticas públicas.

### Dificuldade em gerar a necessidade de novos comportamentos
Procura muitas vezes chamar a atenção para os não benefícios de não adaptar um determinado comportamento em detrimento de chamar a atenção dos benefícios de os adaptar.
A mudança de comportamento é mais difícil de ser alcançada do que as mudanças cognitivas ou mudanças que exigem uma única ação. Muitas vezes a pessoa está consciente dos efeitos prejudiciais de seus hábitos de consumo, mas não existe uma acção única que ela possa adoptar a fim de terminar de uma vez por todas com as tentações a que está sujeita. O desafio será auxiliá-la a mudar completamente a rotina de comportamentos que se encontra enraizada em seus sistemas.
Essas mudanças chocam com o sentido de identidade e bem-estar de um indivíduo que “está cristalizado em seus valores básicos, os quais orientam suas percepções e escolhas sociais, morais e intelectuais. A intromissão de dissonância em seu conjunto de valores criará um intenso constrangimento e stress. Ele procurará evitar as informações dissonantes, ou irá   desprezá-las pela racionalização, ou as colocará de lado para que não afectem seus próprios valores.” (Kotler,1978 p 299).

## Elementos do marketing social
Na elaboração de uma campanha de marketing social, deve-se especificar os elementos centrais. A correcta definição da campanha é de extrema importância na fase de elaboração da estratégia de marketing, uma vez que é a base de todos os elementos da campanha:
- a causa;
- promotor da mudança;
- segmentos escolhidos como alvo;
- as estratégias de mudança.

Segundo Melo Neto e Froes (2001), existem várias formas de se utilizar marketing social, a saber:
a) marketing de filantropia: fundamenta-se na doação feita pela empresa a uma entidade que será beneficiada;
b) marketing de campanhas sociais: significa veicular mensagens de interesse público através de embalagens de produtos, organizar uma força de vendas para determinado percentual ou dia de vendas ser destinado a entidades, ou veicular em média televisiva como em novelas;
c) marketing de patrocínio dos projectos sociais: o patrocínio pode ser a terceiros, com as empresas actuando em parceria com os governos no financiamento de suas acções sociais, como o Programa Comunidade Solidária, e também o patrocínio próprio, em que as empresas, através de seus institutos e fundações, criam seus projectos e implementam-nos com recursos próprios;
d) marketing de relacionamento com base em acções sociais: utiliza o pessoal de vendas da empresa para orientar os clientes como usuários de serviços sociais;
e) marketing de promoção social do produto e da marca: a empresa utiliza o nome de uma entidade ou logótipo de uma campanha, agregando valor ao seu negócio e gerando aumento de vendas;
O marketing social pode ser aplicado somente pela empresa ou mediante parceria com uma entidade do terceiro sector que necessite de seu apoio para que ambas possam em conjunto melhor oferecer uma campanha em virtude de uma causa que afecta a sociedade ou parte dela.